# Giornata dell'Africa
La giornata dell'Africa ricorre annualmente il 25 maggio, anniversario della fondazione dell'Organizzazione dell'unità africana (chiamata dal 2002 Unione africana) fondata il 25 maggio 1963, giorno in cui i leader di 30 degli allora 32 Stati indipendenti del continente firmarono lo statuto ad Addis Abeba, capitale dell'Etiopia. Tuttavia, il nome e la data della Giornata dell'Africa sono stati mantenuti come celebrazione dell'unità africana.